# Can thiệp của Nga vào nội chiến Syria

Nga (xanh) và Syria (cam)

Sự hỗ trợ của Liên bang Nga cho chính phủ Syria được quốc tế công nhận kể từ khi bắt đầu cuộc Nội chiến Syria năm 2011: về các mặt chính trị, viện trợ quân sự và kể từ ngày 30 tháng 9 năm 2015 là thông qua sự tham gia quân sự trực tiếp. Sự can thiệp đánh dấu lần đầu tiên, kể từ khi kết thúc Chiến tranh Lạnh, Nga bước vào một cuộc xung đột vũ trang bên ngoài biên giới của Liên Xô.
Kể từ tháng 10 năm 2011, Nga, với tư cách là thành viên thường trực của Hội đồng Bảo an Liên Hợp Quốc, liên tục phủ quyết các nghị quyết dự thảo do phương Tây bảo trợ trong Hội đồng Bảo an, yêu cầu Tổng thống Syria Bashar al-Assad từ chức và mở ra đòn trừng phạt của Liên Hợp Quốc đối với Syria.
Giới lãnh đạo Nga bác bỏ yêu cầu của các cường quốc phương Tây và các đồng minh Ả Rập của họ rằng Bashar al-Assad không nên được phép tham gia vào Tiến trình hòa bình ở Syria Vào tháng 1 và tháng 2 năm 2012, các sáng kiến hòa bình của Nga đã bị Hội đồng Quốc gia Syria đối lập bác bỏ  cùng cường quốc phương Tây.
Vào tháng 9 năm 2015, Hội đồng Liên bang, thượng viện của Nga đã ủy quyền cho tổng thống Nga sử dụng lực lượng vũ trang ở Syria. Nga thừa nhận rằng các cuộc không kích và tên lửa của Nga không chỉ nhắm vào ISIL, mà cả các nhóm phiến quân trong Liên minh chinh phạt như Mặt trận al-Nusra, chi nhánh Syria của al-Qaeda, và thậm chí cả FSA.
Nga cũng đã cung cấp riêng vũ khí và sự hỗ trợ trên không cho Thổ Nhĩ Kỳ và Lực lượng Dân chủ Syria trong các hoạt động chống lại ISIL ở Syria.
Trong suốt quá trình can thiệp, các cuộc không kích của Nga đã bị chỉ trích và làm nổi bật vì bị cáo buộc tiến hành một chiến dịch tập trung vào việc phá hủy các bệnh viện và cơ sở y tế  cũng như giết chết hàng ngàn thường dân. Do đó, Nga mất ghế tại Hội đồng Nhân quyền LHQ.